# Any Man in America
Any Man in America ist das sechste Studioalbum der texanischen Rockband Blue October. Es erschien am 16. August 2011 in den USA und erreichte Platz 8 der US-amerikanischen Charts. Produzent des Albums war Tim Palmer.

## Produktion und Veröffentlichung
Das Album wurde in den Matchbox Studios in Austin, Texas zwischen Sommer 2010 und März 2011 produziert und aufgenommen. Es wurde unter anderem über Furstenfelds eigens gegründetes Label Up/Down Records (RED Distribution) sowie über Megaforce Records und Brando Records veröffentlicht.
Die erste Singleauskopplung The Chills wurde bereits am 31. Mai 2011 als Download veröffentlicht und Ende Juni erstmals in den amerikanischen Radios ausgestrahlt. Am 9. Juni 2011 erschien das offizielle Musikvideo (Produzent: Matt Fields) zur zweiten Single des Albums mit dem Titel The Feel Again (Stay).
Das Album erschien am 16. August in den USA und am 26. August 2011 in Europa. Es verkaufte sich in der ersten Woche 27.275 Mal und ist damit das am meisten verkaufte Debütalbum, das am meisten verkaufte Rockalbum, das am zweithäufigsten verkaufte Independent-Album und das am achtmeisten verkaufte Album allgemein. Auch bei iTunes verkaufte sich das Album gut. Dort wurde es als „highest selling alternative album“ markiert und als „fifth best selling album overall“.

## Musik und Texte
Die Band variiert auf dem Album ihren musikalischen Stil. So kommen neben dem für Blue October typischen Alternative Rock auch Elemente des Post-Grunge, Art-Rock, Progressive Rock und erstmals vermehrt auch Hip-Hop- und Rap-Elemente vor. Als Beweggrund nannte Furstenfeld seine Langeweile an der Rockmusik, die er während der Aufnahmen empfand. Außerdem ist er der Meinung, dass Rapper wüssten, wie man Probleme „möglichst unverblümt“ aussprechen kann.
Die meisten Songs des Albums handeln von Justin Furstenfelds Ehescheidung und den damit verbundenen Sorgerechtsstreit um seine Tochter. Im Song The Flight beschreibt der Sänger eine Panikattacke, die der Protagonist während eines Fluges von Lincoln nach Minneapolis erleidet. Die Texte wurden von Justin Furstenfeld geschrieben. Andy Sharp, Dwight Baker, sowie Tim Palmer unterstützten ihn teilweise beim Erarbeiten der Songs. Der Song The Feel Again wurde von allen Musikern der Band geschrieben.

## Cover und Inlay
Das Cover wurde von Tim Palmers dreijähriger Tochter Bluebelle gezeichnet. Dabei handelt es sich um eine Zeichnung, die Sänger und Gitarristen Justin Furstenfeld darstellen soll. Im Inlay befinden sich hauptsächlich Bilder der Band, Justin Furstenfeld und dessen Tochter. Es ist lediglich der Songtext des Songs The Worry List abgedruckt. Auf der Rückseite des Inlays hat Sänger Justin Furstenfeld eine Widmung für seine Tochter hinterlassen.

## Rezeption
Kai Butterweck von laut.de vergab zwei von fünf Sternen und empfand das Album als „süffiger Bombast-Soundtrack für schwermütige Melancholiker.“
Kulturnews vergab vier von sechs Sternen und schrieb: „... nach dem regelrecht optimistischen Album Approaching Normal wagen sie sich inzwischen auch mal wieder an düstere Songs und Rapeinlagen heran. Das sorgt für eine gesunde Abwechslung, die dem Sound des Quintetts erfreulich gut tut. So lange es mit dem Drama nicht zu viel wird.“
Florian von Metalize.me sagt, dass die Band in ihrer Musik unvergleichbar sei. Er ist der Meinung, dass jeder, der die Möglichkeit habe ein Konzert der Band zu besuchen, dies wahrnehmen solle.
Torsten Schlimbach vom Dream Out Loud Magazine beschreibt die Musik der Band als „Seelenstriptease“ des Sängers Justin Furstenfeld, welche zwar verdaulich, aber dennoch authentisch und ehrlich ist. Er beschreibt die Musik als zu dick aufgetragen, aber das sei genau das, was die Fans an Blue October lieben. Schlimbaum ist der Meinung, dass die Band ihre Musik lebt und liebt.
Bender vom Stormbringer.at beschreibt das Album hingegen eher als platt mit irritierender Aufmachung, das zwar einige Lichtblicke enthalte („The Getting Over It Part“), aber dennoch nicht ins Gesamtkonzept passen wolle. Manche Stücke seien überkitschig („The Worry List“, „The Feel Again“) und andere beinhalteten völlig deplatzierte Rap-Einlagen („For the Love“, „Any Man in America“). Der Kritiker geht davon aus, dass die Gruppe auch mit diesem Album den Durchbruch in Europa nicht schaffen kann.

## Titelliste
1. Everything (AM Limbo)
2. The Feel Again (Stay)
3. The Money Tree
4. For the Love
5. Drama Everything
6. The Chills
7. The Flight (Lincoln to Minneapolis)
8. Any Man in America
9. You Waited Too Long
10. The Honesty
11. The Getting Over It Part
12. The Worry List
13. The Follow Through